# Nordiska Kompaniet
Nordiska Kompaniet, ofte blot NK, er en svensk kæde bestående af to stormagasiner i Stockholm og Göteborg. Kæden blev grundlagt i 1902.
Den største butik i Stockholm har omkring 12 mio. besøgende årligt, mens stormagasinet i Göteborg har 3 mio. Samlet beskæftiger kæden 1.200 ansatte. NK ejes af Hufvudstaden AB. Tidligere har NK haft flere stormagasiner, bl.a. i Malmö (nu Hansacompagniet), men de blev lukket i 1980'erne.
Bygningen i Stockholm, der arkitektonisk har tydelige referecer til jugendstilen, er teget af Ferdinand Boberg, der bl.a. lod sig inspirere af Harrods og KaDeWe.
Den 10. september 2003 blev Sveriges daværende udenrigsminister Anna Lindh knivdræbt i NK's stormagasin i Stockholm.